# Lijst van burgemeesters van Meeden
Dit is een lijst van burgemeesters van de voormalige Nederlandse gemeente Meeden in de provincie Groningen. Per 1 januari 1990 werden de gemeenten Meeden, Muntendam en Oosterbroek samengevoegd onder de naam Oosterbroek, een jaar later genoemd Menterwolde
| Ambtsperiode | Naam burgemeester                   | Leven      | Partij of stroming | Bijzonderheden |
| ------------ | ----------------------------------- | ---------- | ------------------ | --- |
| 1812         | Popko Meints Smid                   | 1767-1846  |                    | maire |
| 1812 - 1819  | Ayolt Menses Tonkes                 | 1780-1848  | Liberaal           | maire, 1814 schout; beroep: landbouwer |
| 1819 - 1846  | Popko Meints Smid                   | 1767-1846  | Orangist           | schout, 1825 burgemeester (voor de tweede maal); beroep: landbouwer; ovl. 31 december 1846                                                            |
| 1846 - 1847  | Henrikus Luitjens Bouman            | 1792-1877  |                    | Beroep: landbouwer |
| 1847 - 1863  | mr. Gerhard Nauta                   | 1821-1900  | Liberaal           | vanaf 1850 tevens burgemeester van Muntendam; van 1883 tot 1900 lid van Provinciale Staten van Groningen; beroep: advocaat                            |
| 1863 - 1905  | Kornelis Venema                     | 1824-1911  | Liberaal           | ook secretaris en tevens burgemeester van Muntendam; van 1880 tot 1904 lid van Provinciale Staten van Groningen; ridder in de orde van Oranje-Nassau. |
| 1905 - 1923  | Hieronimus Kornelis Venema          | 1877-1957  |                    | werd burgemeester van Nieuwe Pekela |
| 1923 - 1956  | Hindrik Hofstee Aukema              | 1893-1956  |                    | ovl. 17 februari 1956; zijn betovergrootvader Willem Boelken was een bekend patriot                                                                   |
| 1956 - 1967  | Jacobus Goedhardus (Koos) Borgesius | 1919-1992  | PvdA               | werd burgemeester van Rolde |
| 1968 - 1979  | Teun Alberts                        | * ca. 1929 | PvdA               | |
| 1980 - 1990  | Ger Hut                             | 1940-2001  | PvdA               | werd burgemeester van Menterwolde (eerst nog genaamd Oosterbroek)                                                                                     |